# 오리니 에어 서비스
오리니 에어 서비스(영어: Aurigny Air Services)는 영국 채널 제도의 국영 항공사로 본사는 채널 제도 건지 건지 공항에 위치해 있다. 허브 공항으로 건지 공항이 있다.

## 역사
1968년 데릭 베일리(영어: Derrick Bailey) 경이 최초로 채널 제도의 국영 항공사로 설립했다. 1971년 7월 상업 항공사로 최초로 영국 비행기 제조사인 브리튼 노먼 트리스랜더를 도입했다. 2000년 5월에 클로즈 브러더스 프라이비 에쿼티(영어: Close Brothers Private Equity)에 인수했으나 2003년에 건지섬 정부가 인수 되면서 현재에 이르고 있다.

## 보유 기종
- 2015년 11월 기준으로 오리니 에어 서비스는 다음과 같은 기종을 보유하고 있으며 평균 기령은 10.3년이다.[4][5]